# 순천 옥천서원 묘정비
순천 옥천서원 묘정비는 대한민국 전라남도 순천시 옥천동, 옥천서원에 있는 비석이다. 2014년 1월 14일 순천시 (전라남도)의 향토유적 제2호로 지정되었다.

## 개요
조선 전기의 학자 김굉필(金宏弼 1454∼1504)을 배향하는 옥천서원(玉川書院, 전라남도문화재자료 제4호) 내삼문 앞에 있는 비석이다. 호남 사림의 정신적 기지(基址)로서의 옥천서원이 갖는 의미를 강조하기 위하여 1760년(영조 36) 건립하였다.

## 같이 보기
- 옥천서원 - 전라남도 문화재자료 제4호